# Росьценцино
Росьценцино (пол. Rościęcino) — село в Польщі, у гміні Колобжеґ Колобжезького повіту Західнопоморського воєводства.